# Зрењанинска бискупија
Зрењанинска бискупија (лат. Dioecesis Zrenianensis) је бискупија Римокатоличке цркве у Србији. Основана је 1986. године. Обухвата целокупно подручје српског Баната. Тренутни бискуп је монсињор Мирко Штефковић. Средиште бискупије налази се у Зрењанину.

## Предисторија
Све до 1923. године, Римокатоличка црква на целокупном подручју Баната потпадала је под надлежност старе Чанадске бискупије, која је основана у 11. веку са седиштем у Чанаду, а чије се седиште почевши од 18. века налазило у Темишвару.

## Историја
Одлуком Ватикана од 10. фебруара 1923. године, за део Чанадске бискупије који је након Првог светског рата припао Краљевини СХС створена је апостолска администратура са средиштем у тадашњем Великом Бечкереку (потоњи Петровград, односно Зрењанин). У исто време, за првог апостолског администратора у српском, односно југословенском Банату именован је Рафаел Родић, који је наредне 1924. године именован и за првог београдског надбискупа, задржавши и положај апостолског администратора у Банату.
Његов наследник, нови београдски надбискуп Јосип Ујчић (1936-1964) такође је обављао и дужност апостолског администратора у Банату. Обе дужности је истовремено обављао и његов наследник, београдски надбискуп Габријел Букатко, али само до 1971. године. Тада је на његов предлог за апосттолског администратора у Банату именован Тамаш Јунг (мађ. Tamás Jung).
Одлуком Ватикана од 16. децембра 1986. године, ова апостолска администратура је претворена у Зрењанинску бискупију која је потчињена Београдској надбискупији. За столну цркву ове бискупије одређена је Катедрала Св. Ивана Непомука у Зрењанину. За првог зрењанинског бискупа именован је 1988. године Ласло Хушвар (мађ. László Huzsvár) који је ову дужност обављао све до пензионисања. Његов наследник Ладислав Немет (мађ. László Német) именован је за новог зрењанинског бискупа 2008. године и бива на овом положају све до 2022. када постаје београдски надбискуп и уједно апостолски управник упражњене зрењанинске бискупије. Папа Франциско је 18. марта 2024. именовао суботичког свештеника Мирка Штефковића за новог зрењанинског бискупа.
Зрењанинска бискупија је чланица римокатоличке Међународне бискупске конференције Св. Ћирила и Методија, која обухвата све римокатоличке установе на подручју Србије, Црне Горе и Македоније.

## Географија и демографија
Зрењанинска бискупија се простире у Банату, Србија (делови АП Војводине и Београда), са седиштем у граду Зрењанину. Подређена је Београдској надбискупији. Вернике чине углавном Мађари, али и Хрвати, Бугари, Чеси и Немци, некад највећа етничка заједница католичке вероисповести на простору ове бискупије.

## Апостолски администратори српског/југословенског Баната
- Рафаел Родић (1923-1936)
- Јосип Ујчић (1936-1961)
- Габријел Букатко (1961-1971)
- Тамаш Јунг (мађ. Jung Tamás) (1971—1986)

## Зрењанински бискупи
- Тамаш Јунг (мађ. Jung Tamás) администратор (1986—1988)
- Ласло Хужвар (мађ. Huzsvár László) бискуп (1988—2007)
- Ласло Немет (мађ. Német László) бискуп (2008-2022)
- Мирко Штефковић, бискуп (2024-)